# Ruisseau de Saint-Lambert
Le ruisseau de Saint-Lambert est une rivière française du département des Ardennes de la région Grand-Est, en ancienne région Champagne-Ardenne et un affluent droit de l'Aisne, c'est-à-dire un sous-affluent de la Seine par l'Oise.

## Géographie
De 21,1 kilomètres de longueur, le ruisseau de Saint-Lambert prend sa source à l'ouest de la commune de Baâlons à 234 mètres d'altitude. Il s'appelle aussi dans cette partie haute, le ruisseau du Fond Cahors.
Le ruisseau de Saint-Lambert coule globalement du nord-est vers le sud-est.
Le ruisseau de Saint-Lambert conflue, en rive droite de l'Aisne, sur la commune d'Attigny, à 81 mètres d'altitude.
Les cours d'eau voisins sont, dans le sens des aiguilles d'une montre, le Bairon au nord-est, le Bairon et le canal des Ardennes à l'est, l'Aisne au sud-est, au sud, et au sud-ouest, la Foivre à l'ouest et la Vence au nord-ouest et au nord.

### Communes et cantons traversés
Dans le seul département des Ardennes (08), le ruisseau de Saint-lambert traverse les neuf communes suivantes, dans le sens amont vers aval, de Baâlons (source), Mazerny, Saint-Loup-Terrier, Guincourt, Tourteron, Suzanne, Saint-Lambert-et-Mont-de-Jeux, Charbogne, Attigny (confluence).
Soit en termes de cantons, le ruisseau de Saint-Lambert traverse deux cantons, prend source dans le canton de Nouvion-sur-Meuse, traverse et conflue dans le canton d'Attigny, le tout dans l'arrondissement de Charleville-Mézières et l'arrondissement de Vouziers.

### Toponyme
Le ruisseau de Saint-Lambert a donné son hydronyme à la commune suivante de Saint-Lambert-et-Mont-de-Jeux.

### Bassin versant
Le ruisseau de Saint-Lambert traverse une seule zone hydrographique L'Aisne du confluent du ruisseau de la Loire (eclu) au confluent du ruisseau de (H124) pour une superficie de 2 856 km2. Le bassin versant est composé à 67,93 % de « territoires agricoles », à 30,18 % de « forêts et milieux semi-naturels », à 1,53 % de « territoires artificialisés », à 0,27 % de « surfaces en eau », à 0,09 % de « zones humides ».

### Organisme gestionnaire
L'organisme gestionnaire est l'EPTB Entente Oise-Aisne, reconnue EPTB depuis le 15 avril 2010, sis à Compiègne. Le ruisseau de Saint-Lambert fait partie du secteur hydrographique de l'Aisne moyenne.

## Affluents
Le ruisseau de Saint-Lambert a cinq tronçons affluents référencés :
- le ruisseau des Puiselets (rd), 2,1 km, sur les deux communes de Mazerny et Baâlons,
- le ruisseau de Gaupuy (rd), 3,7 km sur la seule commune de Mazerny, avec un affluent :
  - le ruisseau de la Fontaine aux Chênes ou ruisseau du Pré Hurlin (rd), 3,5 km sur la seule commune de Mazerny.
- un bras, 1 km sur la seule commune de Saint-Loup-Terrier,
- le ruisseau de Nabion (rd), 3,7 km, sur les trois communes de Tourteron, Écordal, Suzanne,
- un bras, 1. km sur les deux communes de Charbogne et Saint-Lambert-et-Mont-de-Jeux,

Le rang de Strahler est donc de trois.

## Galerie

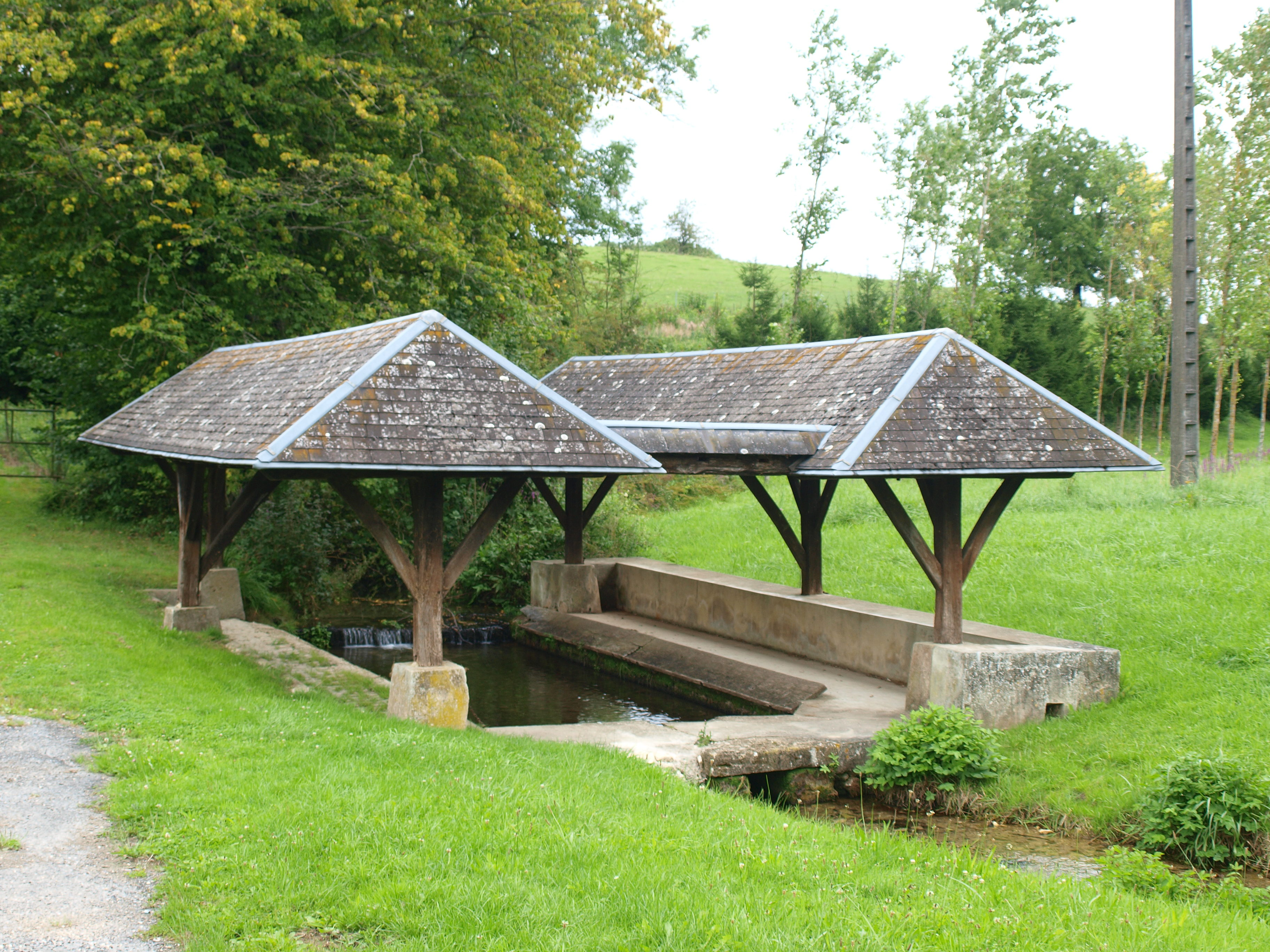
le lavoir de Guincourt sur le ruisseau de Saint-Lambert
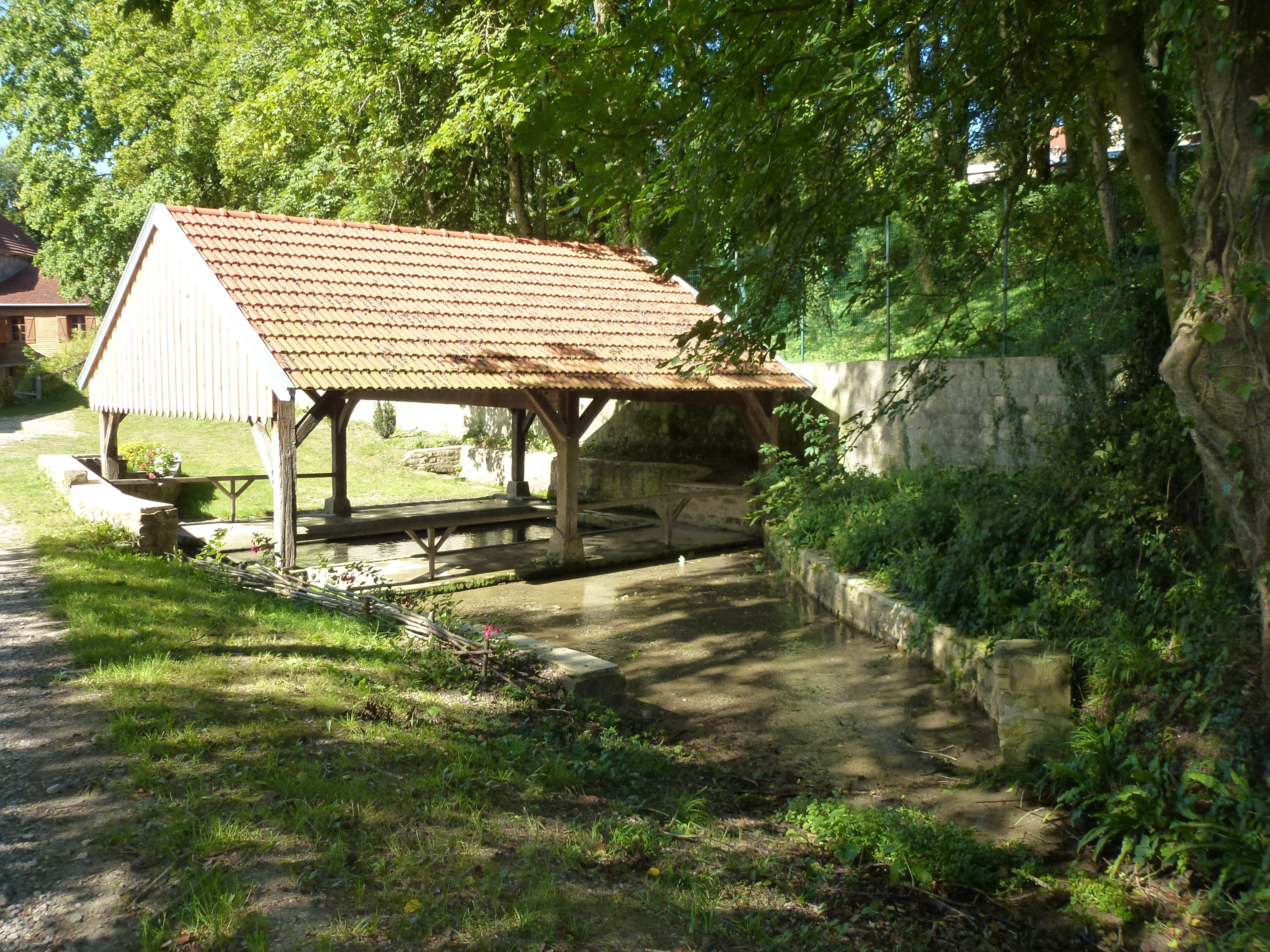
le lavoir à Tourteron sur le ruisseau de Saint-Lambert